# Tour de France 2013/10. Etappe
Die 10. Etappe der Tour de France 2013 fand am 9. Juli 2013 statt. Sie führte von Saint-Gildas-des-Bois über 197 km nach Saint-Malo. Im Verlauf der Etappe gab es eine Bergwertung der vierten Kategorie sowie eine Sprintwertung. Damit zählte die zehnte Etappe als Flachetappe.

## Rennverlauf
Etwa zwei Kilometer nach dem Start setzte sich eine fünfköpfige Ausreißergruppe vom Feld ab. Ihr gehörten Jérôme Cousin, Juan José Oroz, Luis Ángel Maté, Lieuwe Westra und Julien Simon an. Das Lotto-Belisol-Team um André Greipel versuchte im Hauptfeld, den Abstand der Ausreißer nicht zu groß werden zu lassen, sodass diese nur etwa fünf Minuten Vorsprung herausfahren konnten. Später pegelte sich der Rückstand des Feldes bei rund vier Minuten ein. Den Zwischensprint entschied Maté vor Westra und Simon für sich, Schnellster im Peloton wurde André Greipel.
Den einzigen zu vergebenden Bergpunkt der Etappe gewann Lieuwe Westra. Die Tempoarbeit im Feld wurde inzwischen verstärkt, etwa 30 Kilometer vor dem Ziel waren die Mannschaften Omega-Pharma-Quick-Step, Lotto-Belisol und Argos-Shimano wesentlich am Schmelzen des Vorsprunges der Spitzengruppe beteiligt. Westra fiel zwanzig Kilometer vor dem Ziel zurück ins Hauptfeld, die übrigen vier lagen 15 Sekunden vor dem Peloton. Sieben Kilometer vor dem Ziel wurden auch sie vom Hauptfeld eingeholt. Den Sprint aus dem Feld heraus gewann Marcel Kittel, der nach seinem Erfolg auf der ersten Etappe nun seinen zweiten Etappensieg bei der Tour de France 2013 feiern konnte.
Die Etappe hatte keine Auswirkungen auf die vorderen Platzierungen, alle Trikotträger konnten ihre Führungspositionen verteidigen.

## Punktewertungen
| Zwischensprint in Le Hinglé nach 127,5 km auf 98 m |                        |                              |         |
| 1.                                                 | Spanien                | Luis Angel Mate (COF)        | 20 Pkt. |
| 2.                                                 | Niederlande            | Lieuwe Westra (VCD)          | 17 Pkt. |
| 3.                                                 | Frankreich             | Julien Simon (SOJ)           | 15 Pkt. |
| 4.                                                 | Frankreich             | Jérôme Cousin (EUC)          | 13 Pkt. |
| 5.                                                 | Spanien                | Juan José Oroz (EUS)         | 11 Pkt. |
| 6.                                                 | Deutschland            | André Greipel (LTB)          | 10 Pkt. |
| 7.                                                 | Slowakei               | Peter Sagan (CAN)            | 9 Pkt.  |
| 8.                                                 | Vereinigtes Konigreich | Mark Cavendish (OPQ)         | 8 Pkt.  |
| 9.                                                 | Spanien                | Juan Antonio Flecha (VCD)    | 7 Pkt.  |
| 10.                                                | Spanien                | José Joaquín Rojas Gil (MOV) | 6 Pkt.  |
| 11.                                                | Italien                | Fabio Sabatini (CAN)         | 5 Pkt.  |
| 12.                                                | Polen                  | Maciej Bodnar (CAN)          | 4 Pkt.  |
| 13.                                                | Belgien                | Thomas De Gendt (VCD)        | 3 Pkt.  |
| 14.                                                | Frankreich             | Sylvain Chavanel (OPQ)       | 2 Pkt.  |
| 15.                                                | Vereinigtes Konigreich | Ian Stannard (SKY)           | 1 Pkt.  |

| Zielsprint in Saint-Malo nach 197 km auf 0 m |                        |                              |         |
| 1.                                           | Deutschland            | Marcel Kittel (ARG)          | 45 Pkt. |
| 2.                                           | Deutschland            | André Greipel (LTB)          | 35 Pkt. |
| 3.                                           | Vereinigtes Konigreich | Mark Cavendish (OPQ)         | 30 Pkt. |
| 4.                                           | Slowakei               | Peter Sagan (CAN)            | 26 Pkt. |
| 5.                                           | Frankreich             | William Bonnet (FDJ)         | 22 Pkt. |
| 6.                                           | Norwegen               | Alexander Kristoff (KAT)     | 20 Pkt. |
| 7.                                           | Frankreich             | Samuel Dumoulin (ALM)        | 18 Pkt. |
| 8.                                           | Frankreich             | Kévin Réza (EUC)             | 16 Pkt. |
| 9.                                           | Niederlande            | Danny van Poppel (VCD)       | 14 Pkt. |
| 10.                                          | Spanien                | José Joaquín Rojas Gil (MOV) | 12 Pkt. |
| 11.                                          | Australien             | Matthew Goss (OGE)           | 10 Pkt. |
| 12.                                          | Neuseeland             | Greg Henderson (LTB)         | 8 Pkt.  |
| 13.                                          | Frankreich             | Yohann Gène (EUC)            | 6 Pkt.  |
| 14.                                          | Frankreich             | Cyril Lemoine (SOJ)          | 4 Pkt.  |
| 15.                                          | Spanien                | Juan Antonio Flecha (VCD)    | 2 Pkt.  |